# Резолюция 197 на Съвета за сигурност на ООН
Резолюция 197 на Съвета за сигурност на ООН е приета единодушно на 30 октомври 1964 г. по повод кандидатурата на Република Замбия за членство в ООН. С Резолюция 197 Съветът за сигурност препоръчва на Общото събрание на ООН Република Замбия да бъде приета за член на Организацията на обединените нации.